# Financiación medioambiental

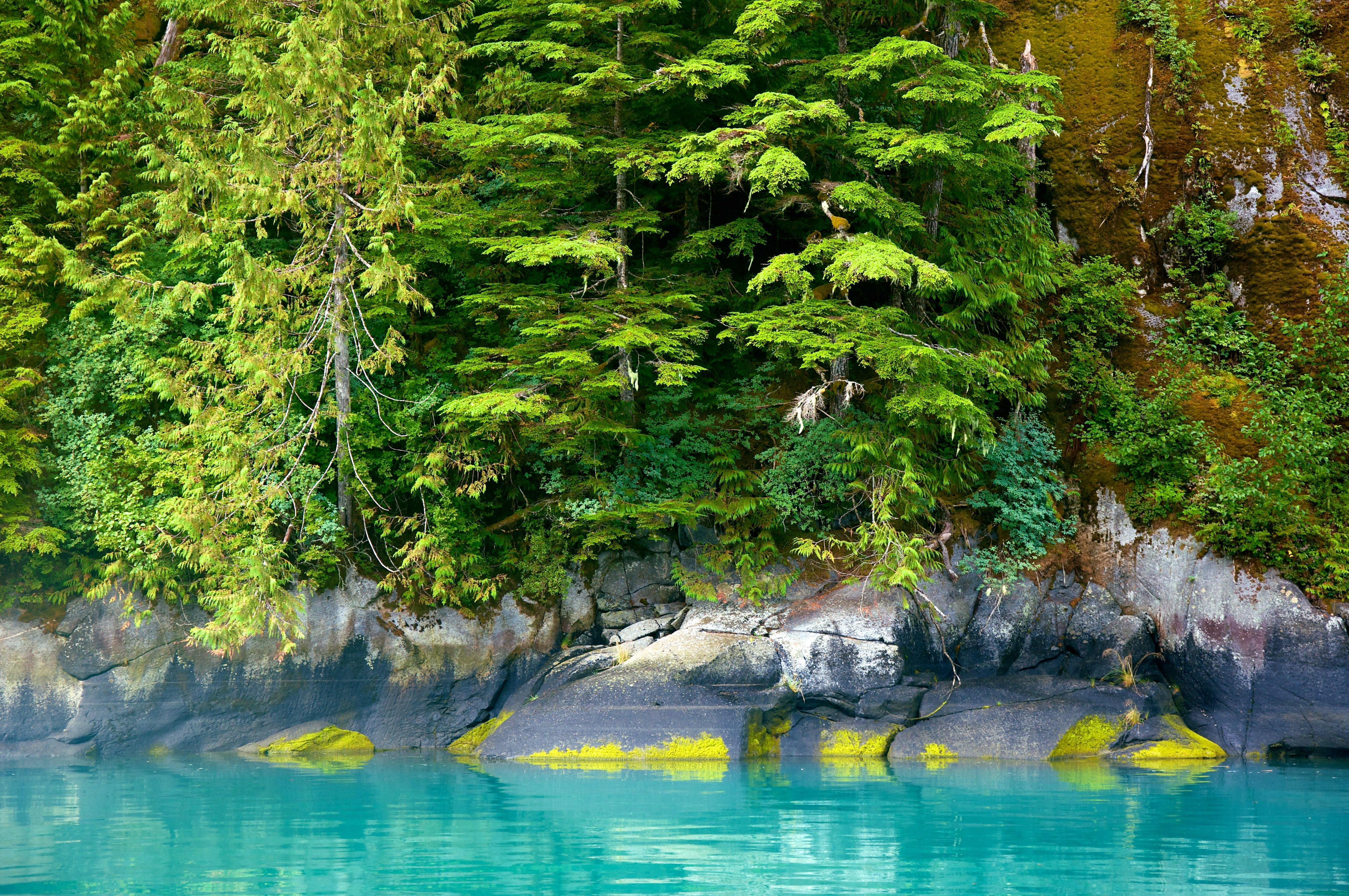
Río Kitlope en la Columbia Británica, en una tierra protegida mediante un fideicomiso. Esta provincia canadiense se considera un modelo para estos instrumentos.

La financiación medioambiental, o finanzas medioambientales, es el uso de varios instrumentos en el ámbito financiero (por ejemplo fideicomisos —trusts— sobre tierras de alto valor ambiental, o comercio de derechos de emisión de gases de efecto invernadero) para proteger el entorno. La financiación medioambiental forma parte tanto de la economía ambiental como del movimiento ecologista.

## Historia
En 1992, Richard L. Sandor propuso un nuevo curso sobre mercados de emisiones en la Escuela de Negocios Booth de la Universidad de Chicago, que más tarde se conocería como el curso Finanzas medioambientales. Sandor preveía un cambio social en las perspectivas sobre los efectos del calentamiento global y quería estar en la frontera de la nueva investigación.

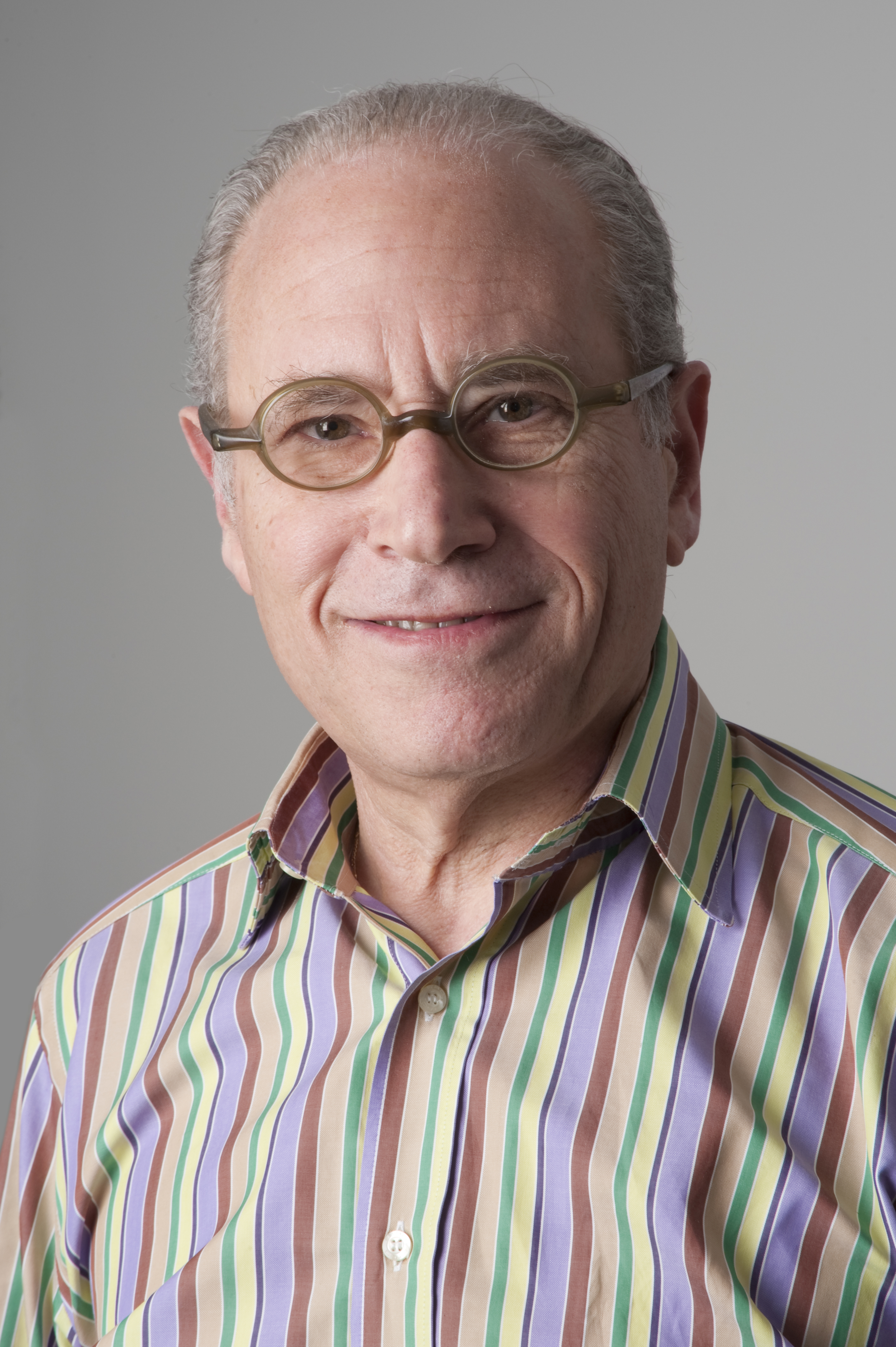
Dr Richard L. Sandor

Anteriormente, en 1990, Sandor había participado en la aprobación de la modificación de la Ley de Aire Limpio para la Junta de Comercio de Chicago, cuyo objetivo era reducir los altos niveles de dióxido de azufre tras la Segunda Guerra Mundial. Inspirado en la teoría del coste social, Sandor se centró en las estrategias comerciales, como los esquemas de comercio de emisiones y en mecanismos más flexibles que incluían impuestos y subsidios para gestionar las crisis ambientales. La aplicación de mecanismos comerciales fue un factor que contribuyó al éxito de la Enmienda de la Ley de Aire Limpio.
A raíz de la Ley de Aire Limpio de 1990, la Conferencia de las Naciones Unidas sobre Comercio y Desarrollo se puso en contacto con la Junta de Comercio de Chicago en 1991, para preguntar cómo podrían aplicarse los instrumentos de mercado utilizados para combatir las altas concentraciones de dióxido de azufre en la atmósfera a los crecientes niveles de dióxido de carbono atmosférico. Sandor creó un marco compuesto por cuatro características que podrían utilizarse para describir el mercado del carbono:
- Normalización
- Comercio de unidades
- Precio base
- Entrega

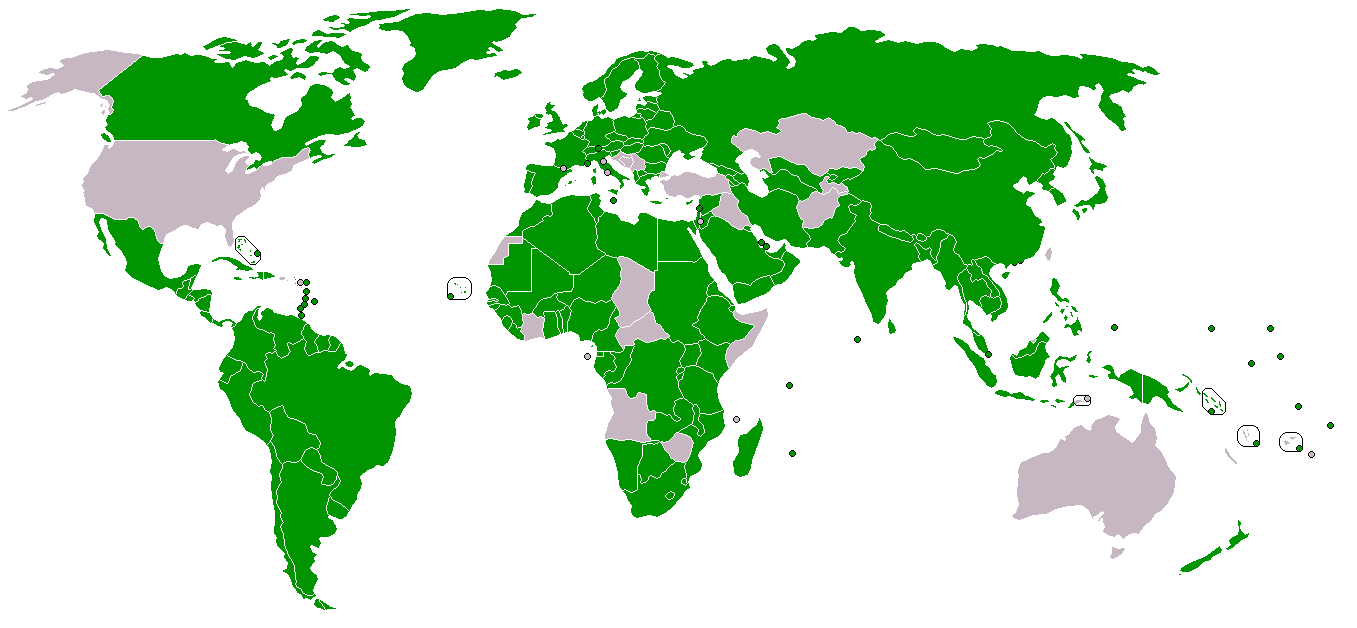
Naciones implicadas en el Protocolo de Kioto de 2005

En 1997 se promulgó el Protocolo de Kioto, que posteriormente fue aplicado en 2005 por la Convención Marco de las Naciones Unidas sobre el Cambio Climático. Las naciones incluidas acordaron centrarse en la reducción de las emisiones globales de gases de efecto invernadero a través del mecanismo de mercado del comercio de emisiones. Las reducciones alcanzaron una media del 5% en 2012, lo que equivale a casi un 30% de reducción de las emisiones totales. Algunos países han hecho progresos significativos en el marco del Protocolo de Kioto, pero como éste no se convirtió en ley hasta 2005, países como Estados Unidos y China registraron un aumento de las emisiones, lo que contrarrestó en gran medida los progresos realizados por otras regiones.
En 1999 se introdujo el Índice Dow Jones de sostenibilidad para evaluar el impacto ecológico y social de las acciones, de modo que los accionistas pudieran invertir de forma más ética. El índice actúa como incentivo para que las empresas mejoren su huella medioambiental para atraer a más accionistas.
Más tarde, en el año 2000, las Naciones Unidas introdujeron el plan de los Objetivos de Desarrollo del Milenio, que pretendía promover un marco sostenible para que las grandes empresas multinacionales y los países lo siguieran para mejorar el impacto medioambiental de las inversiones financieras. Este marco facilitó el desarrollo del esquema de los Objetivos de Desarrollo Sostenible de las Naciones Unidas en 2015, que pretendía aumentar la financiación de las inversiones ambientalmente responsables en las naciones en desarrollo. La financiación se destinó a mejorar áreas como la educación primaria, la igualdad de género, la salud materna y la nutrición, con el objetivo general de crear relaciones nacionales beneficiosas para disminuir la huella ecológica de las economías en desarrollo. La aplicación de estos marcos ha promovido una mayor participación y responsabilidad de la sostenibilidad medioambiental de las empresas, y más de 230 de las mayores empresas mundiales informan de sus parámetros de sostenibilidad a las Naciones Unidas.
El Programa de las Naciones Unidas para el Medio Ambiente (PNUMA) ha tenido un detallado historial en la provisión de infraestructura para mejorar los efectos ambientales de las inversiones financieras. En 2004, el instituto impartió formación sobre la presupuestación y la gestión responsable de los créditos ambientales para las naciones de Europa del Este. Tras la crisis financiera mundial que comenzó en 2007, el PNUMA proporcionó un apoyo sustancial para futuras opciones de inversión sostenible para economías como la de Grecia, que se vieron gravemente afectadas. La Coalición para la Descarbonización de las Carteras, creada en 2014, es una iniciativa notable en la historia de las finanzas medioambientales, ya que pretende establecer una economía que no dependa de inversiones con gran huella de carbono. Este objetivo se logra a través de la reinversión a gran escala de las partes interesadas y la obtención de compromisos de inversión responsables a largo plazo. Recientemente, el PNUMA ha recomendado a los países de la OCDE que alineen las estrategias de inversión con los objetivos del Acuerdo de París, para mejorar las inversiones a largo plazo con efectos ecológicos significativos.
En 2008, la Ley de Cambio Climático promulgada por el Gobierno del Reino Unido estableció un marco para limitar los gases de efecto invernadero y las emisiones de carbono a través de un sistema de presupuestación, que motivaba a las empresas y negocios a reducir su producción de carbono a cambio de una recompensa económica. En concreto, para 2050 pretende reducir las emisiones de carbono en un 80% respecto a los niveles de 1980. La ley pretende alcanzar este objetivo mediante la revisión de los sistemas de presupuestación del carbono, como los créditos de comercio de emisiones, cada 5 años para revaluar y recalibrar continuamente las políticas pertinentes. El coste de alcanzar el objetivo de 2050 se ha estimado en aproximadamente el 1,5% del PIB, aunque el impacto medioambiental positivo de la reducción de la huella de carbono y el aumento de la inversión en el sector de las energías renovables compensarán este coste. Otro de los costes que implica la aplicación de la ley es el aumento previsto de 100 libras en los costes energéticos anuales de los hogares, aunque este incremento de los precios se verá compensado por la mejora de la eficiencia energética, que reducirá los costes de combustible.
El plan de límites máximos y comercio introducido en 2010 en las regiones metropolitanas de Tokio era obligatorio para las empresas que dependían en gran medida del combustible y la electricidad, que representaban casi el 20% del total de las emisiones de carbono de la zona. El plan pretendía reducir las emisiones en un 17% para finales de 2019.
En 2011, el gobierno australiano promulgó la Ley de Energía Limpia. La ley introdujo el Impuesto sobre el Carbono, cuyo objetivo era reducir las emisiones de gases de efecto invernadero cobrando a las grandes empresas por su tonelaje de carbono. La Ley de Energía Limpia facilitó la transición a un régimen de comercio de derechos de emisión en 2014.
El régimen también pretende cumplir las obligaciones del Gobierno australiano respecto al Protocolo de Kioto y la Convención sobre el Cambio Climático. Además, la Ley pretende reducir las emisiones de manera que se fomente el crecimiento económico mediante una mayor competencia en el mercado y la inversión en fuentes de energía renovables. El Registro Nacional Australiano de Unidades de Emisión regula y supervisa el uso de los créditos de emisión utilizados por la Ley. Las empresas deben inscribirse en el registro para comprar y vender créditos que compensen su correspondiente reducción o exceso de emisiones de carbono.
El régimen de comercio de derechos de emisión de 2015 de Corea del Sur pretende reducir las emisiones de carbono en un 37% para 2030. Se esfuerza por conseguirlo mediante la asignación de una cuota de emisión de carbono a las mayores empresas emisoras de carbono, reajustando al principio del régimen 3 fases distintas.
En 2017, el gobierno irlandés aprobó el Plan Nacional de Mitigación, cuyo objetivo es hacer retroceder el cambio climático mediante la disminución de los niveles de emisión a través de estrategias y marcos de inversión revisados para la generación de energía, la agricultura y el transporte. El plan incluye 106 directrices separadas para la mitigación del cambio climático a corto y largo plazo.
El Régimen de Comercio de Derechos de Emisión de la Unión Europea, que concluye a finales de 2020, es el más largo de los regímenes mundiales de fijación de precios del carbono, que se ha ido mejorando a lo largo de sus tres fases quinquenales. Las mejoras actuales incluyen un sistema centralizado de comercio de créditos de emisión, la subasta de créditos, el tratamiento de una gama más amplia de gases de efecto invernadero y la introducción de un tope de créditos a nivel europeo en lugar de topes nacionales.

## Definiciones
Quien primero definió este concepto fue Richard L. Sandor, economista y emprendedor norteamericano, cuando impartió el primer curso de finanzas medioambientales en la Universidad de Columbia durante el otoño de 1992.
El doctor Gretchen Daily, de la Universidad de Stanford, ha escrito el libro La Nueva economía de la naturaleza, que aborda la cuestión de financiar los servicios del ecosistema.
El doctor Jürg P. Blum definió el término "financiación medioambiental" (en su disertación Responsabilidad medioambiental corporativa y rentabilidad empresarial, Universidad Internacional Alliant, 1994) como un campo bastante nuevo, «principalmente relacionado con las finanzas e inversiones que contemplan el entorno ecológico. El término "entorno", aunque se use frecuentemente en áreas como la gestión estratégica (Ansoff, 1968), ha sido popularizado por la literatura como un sinónimo de "entorno ecológico".»
Pueden ser objeto de financiación medioambiental, por ejemplo, proyectos de energía renovable, biodiversidad, economía circular o mitigación del cambio climático.
En la práctica los términos "financiación medioambiental" y "financiación verde" se usan indistintamente, al revés de lo que ocurre con "financiación verde" y "financiación climática", siendo esta última más restringida.

## El programa LIFE de la Unión Europea
El programa LIFE es como se denomina al Programa de la Unión Europea para el Medio Ambiente y la Acción Climática para el periodo 2021-2027. Este programa es contribuyente al Pacto Verde Europeo y está gestionado por la Comisión Europea.
| Objetivos que persigue el programa LIFE | Objetivos que persigue el programa LIFE |
| --- | --- |
| - Detener e invertir la pérdida de hábitats y especies silvestres en todos los sectores. - Apoyar la transición hacia una economía circular y protegiendo y mejorando la calidad de los recursos naturales de la UE. | - Apoyo tendente a conseguir el objetivo de neutralidad climática de la UE para 2050. - Desarrollar la nueva estrategia de la UE sobre adaptación al cambio climático. |

Para su financiación, el programa LIFE 2021-2027 se estructura en programas plurianuales, que se ejecutarán con una dotación financiera total de 5.432.000.000 €, importe con el que se cubrirán las necesidades de las programaciones de trabajo en las áreas establecidas.
| Área de Medio Ambiente                                                                         | Área de Acción por el Clima                                                                                               |
| ---------------------------------------------------------------------------------------------- | --- |
| - Subprograma “Naturaleza y Biodiversidad” - Subprograma “Economía Circular y Calidad de Vida” | - Subprograma “Mitigación del Cambio Climático y Adaptación a este” - Subprograma “Transición hacia las Energías Limpias” |